# Niet Molotoff

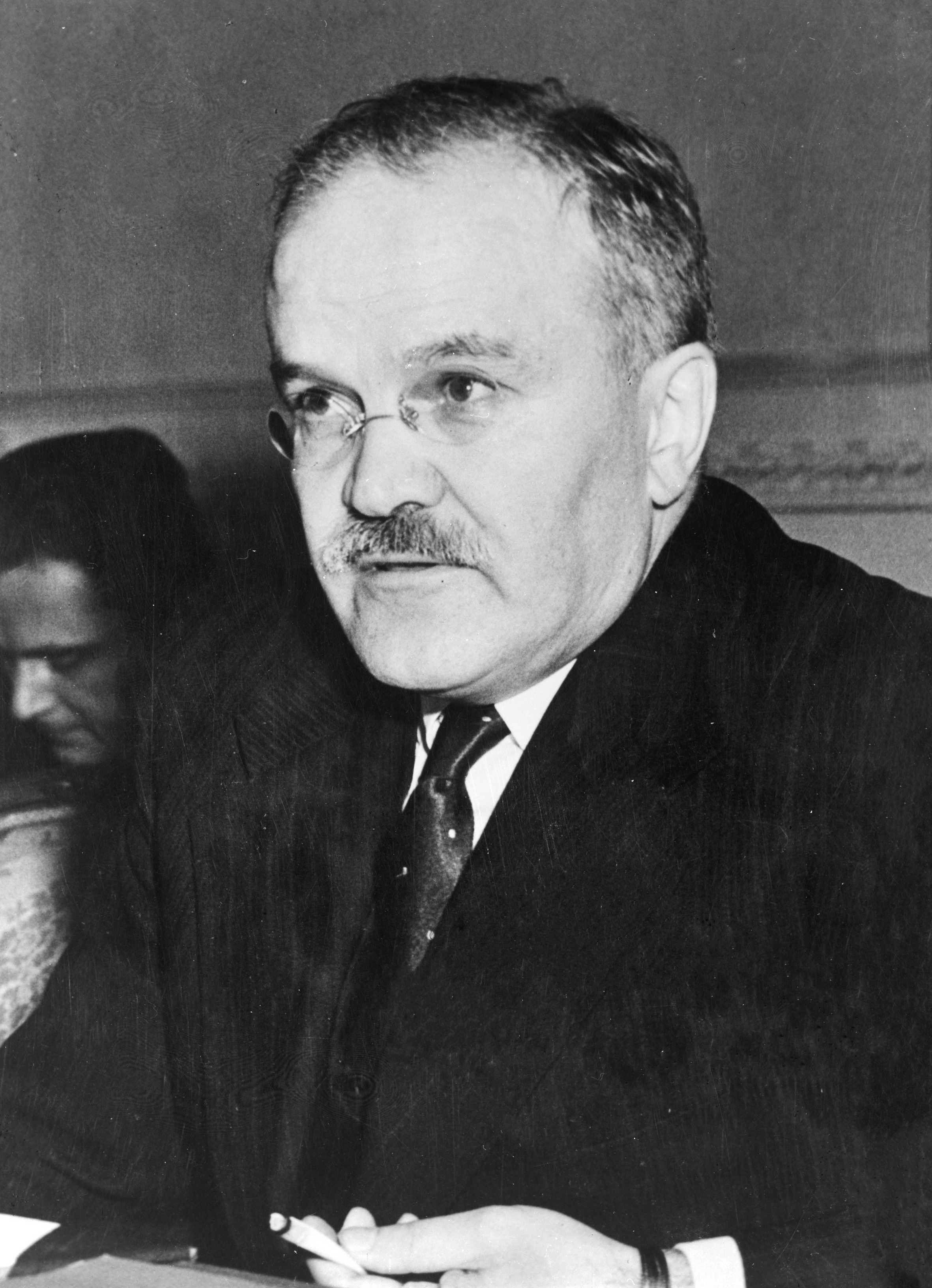
Viatcheslav Molotov.

Niet Molotoff est une chanson russophobe de propagande finlandaise composée pendant la guerre d'Hiver par Matti Jurva (fi) sur des paroles écrites par Tatu Pekkarinen (fi), pour se moquer des envahisseurs soviétiques.

## Histoire
Matti Jurva a enregistré la chanson pour la première fois en 1942, avec un groupe nommé Kristalli-Tanssiorkesteri dirigé par George de Godzinsky. L'accompagnement orchestral de l'enregistrement a été arrangé par Robert von Essen (fi).
La chanson se moque des envahisseurs soviétiques et notamment Viatcheslav Molotov, le ministre soviétique des Affaires étrangères, comparé ici à Nikolaï Bobrikov, un fonctionnaire tsariste qui a été assassiné pour ses tentatives d'instituer des politiques de russification en Finlande. Le refrain fustige Molotov, l'accusant de « mentir plus que Bobrikov lui-même », tandis que le reste de la chanson se moque des attentes soviétiques d'une conquête en douceur et raille également Joseph Staline « et d'autres charlatans ».

## Dans la culture populaire

### Utilisation dans des films
La chanson est utilisée dans le film de propagande Suomi-Filmin sotilaspila 1 (sv), dans lequel Jürva lui-même est apparu. Le film parle de l’Armée rouge pendant la guerre d’Hiver, et les soldats russes sont mis en déroute en chantant « Molotov n’est pas bon ». Les paroles sont légèrement différentes de celles enregistrées plus tard.

### Nouvel enregistrement
Un nouvel enregistrement de la chanson a été réalisé en 1989 par le groupe Solistiyhtye Suomi (fi) sous le nom de « Njet Molotoff ».

### Autres versions
En 2022, lors de l’invasion de l’Ukraine par la Russie, une parodie intitulée « Njet Vladimir » et réalisée par des ukrainiens a été mise en ligne. Dans cette reprise, Vladimir Poutine est fustigé à la place de Molotov.
En 2024, trois versions russes ont été créées, titrées respectivement « Да, Маннергейм/ Oui, Mannerheim » , « Да, Володымыр ! /Oui, Volodymyr !», et «No, Trump !» respectivement. La première est une parodie de la version originale, la deuxième est une parodie de la version ukrainienne, et la dernière est une parodie de Donald Trump et de ses adversaires politiques.